# Томин, Евгений Фролович
Евгений Фролович Томин (укр. Євген Фролович Томін, 2 марта 1950, железнодорожная станция Нуринская посёлка Токаревка Тельманского района Карагандинской области Казахская ССР) — украинский политик, председатель Полтавской областной государственной администрации (2000—2003). Заслуженный работник сельского хозяйства Украины, депутат Киевской областной рады.

## Биография
Томин Евгений Фролович родился 2 марта 1950 года на железнодорожной станции Нуринск посёлка Токаревка Тельманского района Карагандинской области Казахская ССР, куди его родители были направлены по комсомольским путёвкам поднимать целину.
В 1957 году родители вернулись на Украину, в село Калита Броварского района Киевской области.

## Семья
Супруга Надия Ивановна — зооинженер, 15 лет работала главным бухгалтером Пуховского сельского совета, ещё 2 года — секретарь Пуховского сельского совета.
Два сына — Владислав и Эдуард — окончили юридический факультет Национального университета имени Тараса Шевченко, работают по профессии. Имеет внучку — Диану — 3 года.